# 敦·卡姆·普塞拉

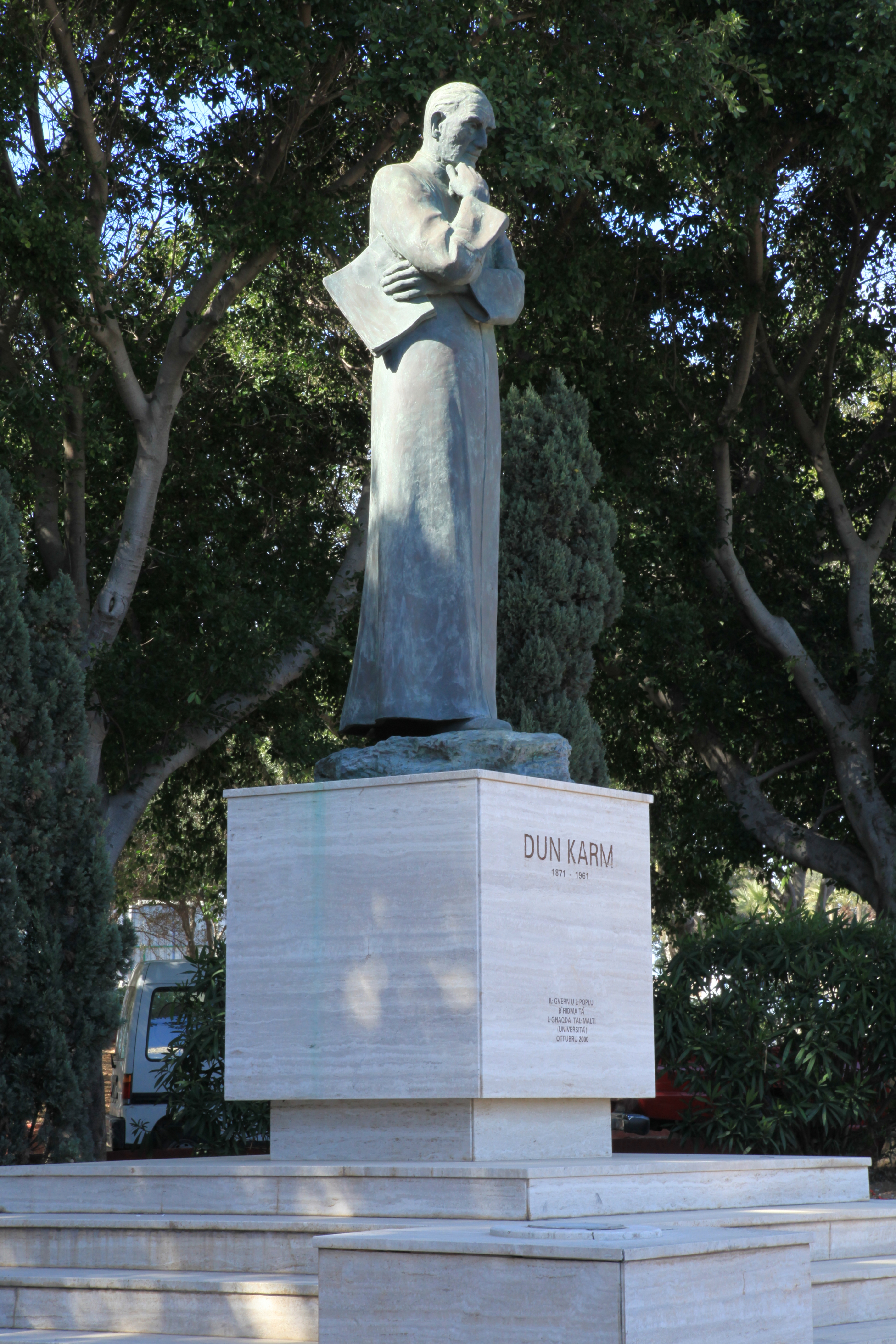

敦·卡姆·普塞拉（Dun Karm Psaila，1871年10月18日—1961年10月13日），马耳他诗人，牧师。1885年至1894年在神学院裡学习，于1894年成为牧师，并在该学院讲课。1921年他在国立图书馆任副馆长。是马耳他国歌的作词者。他是马耳他作家协会创办者之一。1945年，由于其对马耳他文学方面的贡献，他被授予马耳他大学文学博士的称号。1912年之前，他只用意大利文写作，然而之后只用马耳他语创作。他还编纂了马耳他语词典。
卡梅爾·馬里阿（Carmel Mallia）翻译了敦·卡姆的两篇长诗《博物馆的老爷灯》、《本我》，以及《他的身旁》，这些作品都被收录到其出版的马耳他文学作品选的诗歌部分。2003年，馬里阿还在基督教大会上做了《敦·卡姆在其诗歌中的的精神思绪是一种存在主义的思绪》的演讲。馬里阿还著有杂文《两个姊妹音：柴门霍夫和敦·卡姆》。

## 敦·卡姆和世界语
1901年他开始学习世界语并用其来写作一首诗歌《春思》。他很少参与世界语运动，所以人们对他的其它世界语的事情知之甚少，他的名字也很少出现在马耳他早期的世界语活动中。